# آرنولد شوارتزنگر
آرنولد آلویس شوارتزنگر (انگلیسی: Arnold Alois Schwarzenegger؛ زادهٔ ۳۰ ژوئیهٔ ۱۹۴۷) بازیگر اتریشی-آمریکایی و بدن‌ساز و سیاستمدار سابق است که مابین سال‌های ۲۰۰۳ تا ۲۰۱۱ به‌عنوان سی و هشتمین فرماندار ایالت کالیفرنیا مشغول به فعالیت بوده‌است. او در سال‌های ۲۰۰۴ و ۲۰۰۷ از سوی مجلهٔ تایم به‌عنوان یکی از ۱۰۰ نفر از تاثیرگذارترین اشخاص در جهان نام گرفت.
شوارتزنگر وزنه زدن را در ۱۵ سالگی آغاز کرد و در ۲۰ سالگی عنوان مستر یونیورس را به دست آورد و پس از آن هفت بار در مسابقه مستر المپیا برنده شد؛ او چهره‌ای برجسته در بدن‌سازی است و کتاب‌ها و مقالات زیادی در این باره نوشته‌است. فستیوال ورزشی آرنولد که دومین رویداد مهم در بدن‌سازی پس از مستر المپیا محسوب می‌شود، به نام او نام‌گذاری شده‌است. او در مستند بدن‌ساز تپش آهن (۱۹۷۷) ظاهر شده و برای بازی در گرسنه بمان (۱۹۷۶) برندهٔ جایزهٔ گلدن گلوب شد. شوارتزنگر از بدن‌سازی بازنشسته شد و به عنوان ستارهٔ اکشن هالیوود به شهرت جهانی دست یافت؛ نقش برجستهٔ او در سال ۱۹۸۲ و در فیلم حماسه‌ای کونان بربر و دنبالهٔ آن کونان ویرانگر (۱۹۸۴) بود. او نقش نابودگر را در چند فیلم علمی تخیلی مجموعهٔ نابودگر از جمله نابودگر (۱۹۸۴) و نابودگر ۲: روز داوری (۱۹۹۱) ایفا کرده‌است. دیگر فیلم‌های اکشن موفق او عبارتند از کماندو (۱۹۸۵)، مرد فراری (۱۹۸۷)، غارتگر (۱۹۸۷)، داغ سرخ (۱۹۸۸)، یادآوری کامل (۱۹۹۰) و دروغ‌های حقیقی (۱۹۹۴)؛ و همچنین فیلم‌های کمدی دوقلوها (۱۹۸۸)، پلیس کودکستان (۱۹۹۰)، جونیور (۱۹۹۴) و جیرینگ ادامه‌دار (۱۹۹۶). او بنیانگذار شرکت تولید فیلم اوک پروداکشنز است.
شوارتزنگر به عنوان یکی از کاندیدای جمهوری‌خواه برای اولین بار در ۷ اکتبر ۲۰۰۳ در یک انتخابات فراخوان ویژه به جای فرماندار وقت گری دیویس انتخاب شد. او ۴۸٫۶ درصد آرا را به دست آورد و ۱۷ امتیاز بیشتر از کروز بوستامانته، نایب قهرمان دموکرات‌ها داشت. او در ۱۷ نوامبر سوگند یاد کرد تا باقی‌ماندهٔ دوره دیویس را بگذراند و در انتخابات فرمانداری کالیفرنیا در سال ۲۰۰۶ با افزایش سهم رای ۵۵٫۹ درصدی مجدداً انتخاب شد تا یک دوره کامل به عنوان فرماندار خدمت کند. در سال ۲۰۱۱، وی به سقف دورهٔ فرمانداری خود رسید و به بازیگری بازگشت.
شوارتزنگر در دوران بدنسازی خود به «بلوط اتریشی» ملقب بود، و بعدها در دوران بازیگری «آرنی» یا «شوارتزی» لقب گرفت. او در سال ۱۹۸۶ با ماریا شرایور، خواهرزاده رئیس‌جمهور ایالات متحده جان اف. کندی، ازدواج کرد. آن‌ها در سال ۲۰۱۱ پس از اعتراف شوارتزنگر به داشتن فرزندی با خدمتکارشان از هم جدا شدند. طلاق آن‌ها در سال ۲۰۲۱ نهایی شد.

## زندگی ورزشی
او ۷ بار قهرمانی در مسابقات مستر المپیا (معتبرترین مسابقات پرورش اندام) در سال‌های ۱۹۷۰، ۱۹۷۱، ۱۹۷۲، ۱۹۷۳، ۱۹۷۴، ۱۹۷۵ و ۱۹۸۰ را دارد و یکی از پرافتخارترین قهرمانان جهان است.
او بدنسازی را از ۱۵ سالگی شروع کرد و در ۲۳ سالگی اولین قهرمانی خود را در مستر المپیا به‌دست‌آورد.
طبق گفتهٔ خود آرنولد او زیاد طعم شکست را در مسابقات نچشیده‌است و واقعاً نیز همچین است زیرا از ۲۵ مسابقهٔ رسمی و بین‌المللی که داشته‌است فقط ۲ مسابقهٔ حرفه‌ای را اول نشده‌است و در آن دو مسابقه به مقام ۲ رسیده‌است. نام او در کتاب رکوردهای گینس به‌عنوان بهترین و کامل‌ترین بدن انسانی آمده‌است. در جوانی وی قادر بود تا وزنی معادل ۶۸۵ پوند (۳۱۰ کیلوگرم) را بلند کند. امروزه بدنسازان سراسر دنیا در جشنوارهٔ کلاسیک آرنولد رقابت می‌کنند. این جشنواره در واقع یک همایش سالانهٔ ورزش‌های چندرشته‌ای است که در شهر کلمبوس ایالت اوهایو آمریکا برگزار می‌شود که بعد از مسابقات مستر المپیا معتبرترین مسابقات پرورش اندام محسوب می‌شود.
اندازهٔ بدن او در زمانی‌که در اوج ورزش و قهرمانی بود بدین شرح است:
- بازو: ۵۶ سانتی‌متر
- سینه: ۱۴۵ سانتی‌متر
- کمر: ۸۳ سانتی‌متر
- ران: ۷۵ سانتی‌متر
- ساق پا: ۴۸ سانتی‌متر
- بهترین وزن مسابقه: ۱۱۲ کیلوگرم(۲۴۸ پوند)
- کمترین وزن مسابقه: ۱۰۳ کیلوگرم(۲۲۸ پوند)
- وزن عادی (ریکاوری): ۱۱۸ کیلوگرم(۲۶۰ پوند)
- قد: ۱۸۸ سانتی‌متر

عناوین قهرمانی:
- سال ۱۹۶۳ مسابقه استر هاف اتریش نفر دوم
- سال ۱۹۶۵ مسابقه جونیور (المان) نفر اول و مستر اروپا
- سال ۱۹۶۶ عنوان بهترین بدنساز اروپا (المان)
- سال ۱۹۶۶ قهرمان مستر آماتور اروپا
- سال ۱۹۶۸ مسابقه NABBA (مستر یونیورس حرفه ای) نفر اول
- سال ۱۹۶۹ مسابقه NABBA (مستر یونیورس حرفه ای) نفر اول
- سال ۱۹۷۰ مسابقه NABBA (مستر یونیورس حرفه ای) نفر اول
- سال ۱۹۶۷ مسابقه NABBA (مستر یونیورس آماتور) نفر اول
- سال ۱۹۶۶ مسابقه NABBA (مستر یونیورس آماتور) نفر دوم
- سال ۱۹۶۶ نفر اول مسابقات پاورلیفتینگ جهان دروزن۸۰+
- سال ۱۹۶۸ نفر اول مسابقات پاورلیفتینگ آلمان دروزن۸۰+
- سال ۱۹۶۷ نفر دوم مسابقات پاورلیفتینگ آلمان دروزن۸۰+
- سال ۱۹۶۸ نفر اول مسابقه IFBB(فدراسیون بین‌المللی بدنسازی و تناسب اندام) مستر اینترنشنال (مکزیک)
- سال ۱۹۶۷ نفر دوم مسابقات المپیک وزنه‌برداری دروزن۸۰+
- سال ۱۹۷۰ نفر اول مسابقات Mr.Wolrd (مدافع عنوان قهرمانی)
- سال ۱۹۷۰ نفر اول مستر المپیا در نیویورک
- سال ۱۹۷۱ نفر اول مستر المپیا در فرانسه
- سال ۱۹۷۲ نفر اول مستر المپیا در آلمان
- سال ۱۹۷۳ نفر اول مستر المپیا در نیویورک
- سال ۱۹۷۴ نفر اول مستر المپیا در نیویورک
- سال ۱۹۷۵ نفر اول مستر المپیا در آفریقای جنوبی
- سال ۱۹۸۰ نفر اول مستر المپیا در استرالیا

رکوردهای شخصی:
اسکات:(247 kg)
پرس سینه :(240 kg)
لیفت :(330 kg)

### مسابقات آرنولد کلاسیک
آرنولد کلاسیک با نام جدید جشنواره ورزشی آرنولد یک همایش سالانه برای ورزش‌های گوناگون است که به یاد آرنولد شوارتزنگر نام‌گذاری شده و تمرکز آن بر روی بدن‌سازی و مسابقه تناسب‌اندام و فیگور می‌باشد. این همایش در انتهای فوریه یا ابتدای مارس در شهر کلمبوس ایالت اوهایو برگزار می‌گردد.

## زندگی شخصی

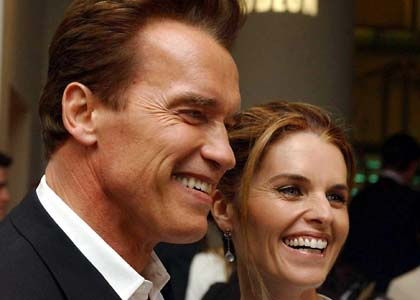
آرنولد و همسر سابقش

او هم‌اکنون ۵ فرزند دارد (۲ دختر و ۳ پسر) و همسر او نیز ماریا شرایور کندی (خواهرزادهٔ جان. اف. کندی) بود. این دو در سال ۲۰۱۱ از هم جدا شدند و در سال ۲۰۲۱ طلاق گرفتند.
در سال ۲۰۲۴، برآورد فوربز نشان می‌داد که شوارتزنگر به یک میلیاردر تبدیل شده است.

## زندگی سیاسی

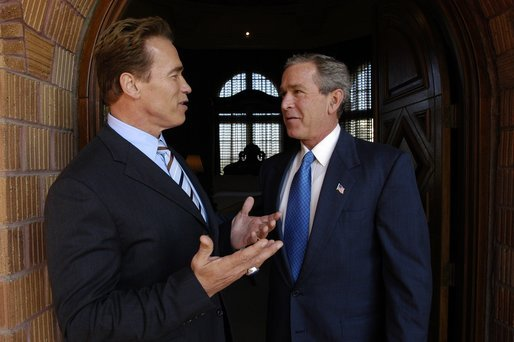
ملاقات جرج بوش با آرنولد پس از پیروزی در انتخابات

او در هفتم اکتبر ۲۰۰۳ فرماندار کالیفرنیا به جای گری دیویس شد و در هفدهم نوامبر ۲۰۰۳ سوگند خورد تا راه گری دیویس را ادامه دهد.
در شانزدهم سپتامبر ۲۰۰۵ اعلام کرد که می‌خواهد در سال ۲۰۰۶ دوباره فرماندار کالیفرنیا شود. او در سال ۲۰۰۵ بهترین و محبوبترین سیاست‌مدار سال انتخاب شد. آرنولد حقوق سالانهٔ ۱۷۵ هزار دلار حاصل از فرماندار شدن را قبول نکرد و تمام این پول را به سازمان‌های خیریه اهدا کرد.
مردم از او به عنوان فرشته نجات کالیفرنیا نام می‌بردند که همانند ترمیناتور با مشکلات مبارزه می‌کرد.

### ابهامات رئیس‌جمهور شدن
نیویورک پست در سال ۲۰۱۳ مدعی شد شوارتزنگر قصد اقدام برای تصدی پست ریاست جمهوری ایالات متحد را دارد ولی طبق قانون کلیه نامزدها باید زادهٔ آمریکا باشند.

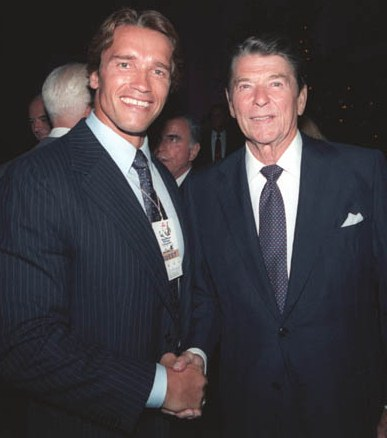
آرنولد در کنار رونالد ریگان ۱۹۸۴

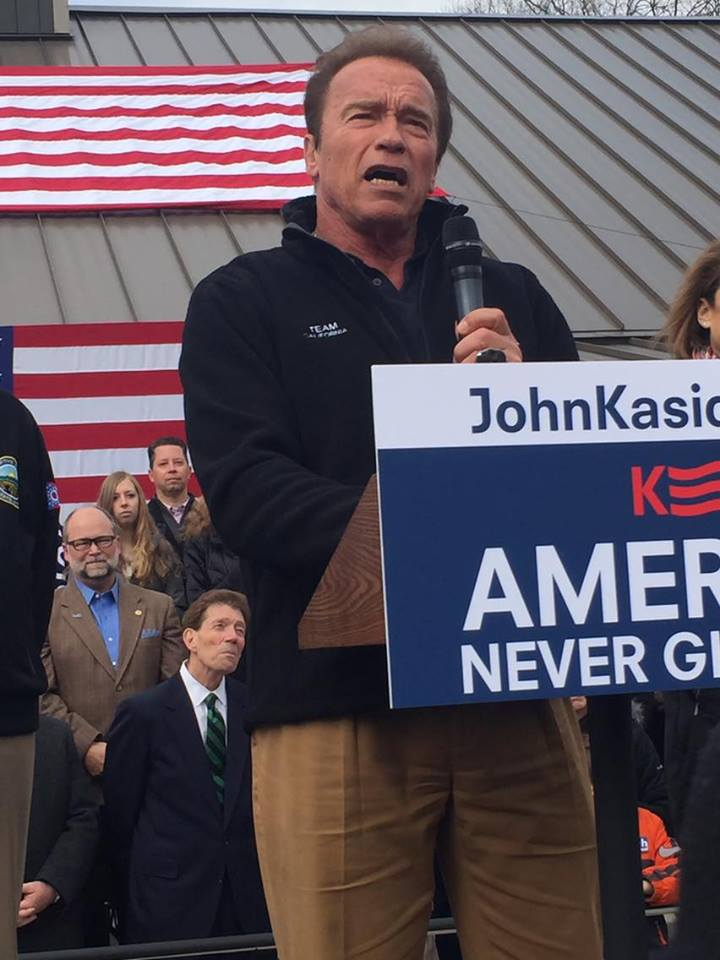
آرنولد در تجمع انتخاباتی جان کیسیک ۲۰۱۶

### دیدگاه‌های سیاسی
آرنولد شوارتزنگر سیاستمدار عضو جمهوری‌خواه است و نامزد حزب جمهوری‌خواه فرمانداری کالیفرنیا بوده‌است و سعی می‌کند راه رونالد ریگان رئیس‌جمهور سابق ایالات متحده را ادامه دهد.
در طی انتخابات ریاست‌جمهوری ایالات متحده آمریکا (۲۰۱۶) اعلام کرد که به دونالد ترامپ رأی نمی‌دهد و جمهوری‌خواه ترامپی نیست. او از جمهوری خواهان خواست تا به ترامپ رأی ندهند و در رقابت‌های مقدماتی هم از جان کیسیک حمایت کرد. او از منتقدان دولت ترامپ و دیدگاه‌های آن در رابطه با محیط زیست و گازهای گلخانه ای است. درگیری او با دونالد ترامپ حاشیه‌های زیادی ایجاد کرده‌است.
او دربارهٔ لیبرال شدن خود می‌گوید:

من در سال ۱۹۶۸ بدون داشتن هیچ پولی به آمریکا رفتم، در آن وقت رقابت بر سر ریاست جمهوری نیکسون و هامفری بود؛ و زمانی که نیکسون در سخنرانی انتخاباتی خود دربارهٔ کاهش مالیات، افزایش قدرت ارتش و آزادی صحبت کرد فهمیدم او یک لیبرال است، از آن روز تصمیم گرفتم یک لیبرال باشم و این موضوع تا امروز ادامه دارد.

### فعالیت‌ها و سوابق سیاسی
- او ۸ سال (۲ دوره) فرمانداری ایالت کالیفرینای آمریکا را در کارنامه سیاسی خود دارد.
- قبل از رسیدن به فرمانداری کالیفرنیا، شوارتزنگر ریاست شورای رئیس‌جمهور برای آمادگی جسمانی، ورزش و تغذیه را در زمان جورج بوش پدر برعهده داشت[۲۱] و نیز به عنوان مشاور ستاد انتخاباتی وی فعالیت می‌کرد. از سال ۱۹۹۳ تا ۱۹۹۴ سفیر ایالات متحده آمریکا در صلیب سرخ بود.
- او رئیس شورای آمادگی جسمانی و ورزش ایالت کالیفرنیا در زمان فرمانداری پیت ویلسون بود.

در سال ۲۰۱۰ او به عنوان فرماندار کالیفرنیا و با حمایت سازمان ملل متحد سازمانی با نام آر ۲۰ با هدف کاهش انتشار گازهای گلخانه ای، بهبود سلامت عمومی، ایجاد شغل و کاهش فقر تأسیس نمود که اداره آن سازمان را برعهده گرفت.

## فیلم‌شناسی
- هرکول در نیویورک (۱۹۷۰)
- گرسنه بمان (۱۹۷۶)
- تپش آهن (۱۹۷۷)
- شرور (۱۹۷۹)
- بازگشت (۱۹۸۰)
- کونان بربر (۱۹۸۲)
- کونان ویرانگر (۱۹۸۴)
- نابودگر (۱۹۸۴)
- سونیای سرخ (۱۹۸۵)
- کماندو (۱۹۸۵)
- انتقام منصفانه (۱۹۸۶)
- غارتگر (۱۹۸۷)
- مرد فراری (۱۹۸۷)
- داغ سرخ (۱۹۸۸)
- دوقلوها (۱۹۸۸)
- یادآوری کامل (۱۹۹۰)
- پلیس کودکستان (۱۹۹۰)
- نابودگر ۲: روز داوری (۱۹۹۱)
- آخرین قهرمان اکشن (۱۹۹۳)
- دروغ‌های حقیقی (۱۹۹۴)
- جونیور (۱۹۹۴)
- پاک‌کننده (۱۹۹۶)
- جیرینگ جیرینگ ادامه‌دار (۱۹۹۶)
- بتمن و رابین (۱۹۹۷)
- پایان دوران (۱۹۹۹)
- روز ششم (۲۰۰۰)
- تلفات جانبی (۲۰۰۲)
- نابودگر ۳: خیزش ماشین‌ها (۲۰۰۳)
- بی‌مصرف‌ها (۲۰۱۰)
- بی‌مصرف‌ها ۲ (۲۰۱۲)
- آخرین مقاومت (۲۰۱۳)
- نقشه فرار (۲۰۱۳)
- بی‌مصرف‌ها ۳ (۲۰۱۴)
- سابوتاژ (۲۰۱۴)
- مگی (۲۰۱۵)
- نابودگر: جنسیس (۲۰۱۵)
- عواقب (۲۰۱۷)
- کشتن گانتر (۲۰۱۷)
- نابودگر: سرنوشت تاریک (۲۰۱۹)
- وی ۲: سفر به چین (۲۰۱۹)
- فوبار (۲۰۲۳)

## ثروت
بعد از جدایی از همسرش ماریا شرایور در سال ۲۰۱۱ میزان ثروت شوارتزنگر ۴۰۰ میلیون دلار تصور می‌شد و طبق مالیات سال ۲۰۰۶ میزان ثروت او تا ۸۰۰ میلیون دلار تخمین زده می‌شد. طلاق شوارتزنگر از همسرش تأثیر بدی در میزان ثروت او داشت به‌طوری‌که بابت جدایی از همسرش حدود ۱۰۰ تا ۴۰۰ میلیون دلار غرامت پرداخت کرد. در سال ۱۹۹۷ شوارتزنگر ۳۸ میلیون دلار پولش را برای خرید جت شخصی صرف کرد. شوارتزنگر یک بار دربارهٔ دارایی‌هایش گفت: پول شما را خوشحال نمی‌کند. من الان پنجاه میلیون دلار دارم؛ ولی وقتی ۴۸ میلیون دلار داشتم خوشحال تر بودم. او همچنین ذکر کرد: من میلیون‌ها دلار پول به عنوان تاجر در گذر زمان کسب کردم.

### دستمزد
اولین دستمزد شوارتزنگر برای فیلم هرکول در نیویورک ۱۲۰۰۰$ بود.
آرنولد این روزها برای هر فیلم پنج میلیون دلار و مقداری از درآمد فیلم را دریافت می‌کند. او بزرگ‌ترین اکشن کار کل تاریخ هالیوود است به دلیل بازی در فیلم‌های نظیر نابودگر، دروغ‌های حقیقی، کماندو، یادآوری مطلق و ده‌ها فیلم اکشن دیگر است.
| نام فیلم               | کارگردان         | میزان دستمزد    | سال تولید |
| ---------------------- | ---------------- | --------------- | --------- |
| نابودگر۳: خیزش ماشین‌ها | جاناتان موستو    | ۳۰ میلیون دلار  | ۲۰۰۳      |
| تلفات جانبی            | اندرو دیویس      | ۲۵ میلیون دلار  | ۲۰۰۲      |
| روز ششم                | راجر اسپاتیس وود | ۲۵ میلیون دلار  | ۲۰۰۰      |
| پایان دوران            | پیتر هیامز       | ۲۵ میلیون دلار  | ۱۹۹۹      |
| بتمن و رابین           | جوئل شوماخر      | ۲۵ میلیون دلار  | ۱۹۹۷      |
| جیرینگ جیرینگ ادامه‌دار | برایان لوانت     | ۲۰ میلیون دلار  | ۱۹۹۶      |
| پاک‌کننده               | چاک راسل         | ۲۰ میلیون دلار  | ۱۹۹۶      |
| جونیور                 | ایوان رایتمن     | ۱۵ میلیون دلار  | ۱۹۹۴      |
| دروغهای حقیقی          | جیمز کامرون      | ۱۵ میلیون دلار  | ۱۹۹۴      |
| آخرین حرکت قهرمان      | جان مک تیرنان    | ۱۵ میلیون دلار  | ۱۹۹۳      |
| نابودگر۲:روز داوری     | جیمز کامرون      | ۱۵ میلیون دلار  | ۱۹۹۱      |
| پلیس کودکستان          | ایوان رایتمن     | ۱۲ میلیون دلار  | ۱۹۹۰      |
| آخرین مقاومت           | کیم جی وون       | ۱۲ میلیون دلار  | ۲۰۱۳      |
| یادآوری کامل           | پل ورهوفن        | ۱۰ میلیون دلار  | ۱۹۹۰      |
| داغ سرخ                | والتر هیل        | ۸ میلیون دلار   | ۱۹۸۸      |
| غارتگر                 | جان مک تیرنان    | ۳٫۵ میلیون دلار | ۱۹۸۷      |
| کماندو                 | مارک ال. لستر    | ۲میلیون دلار    | ۱۹۸۵      |
| نابودگر                | جیمز کامرون      | ۷۵۰ هزار دلار   | ۱۹۸۴      |
| کونان ویرانگر          | ریچارد فلایشر    | ۱ میلیون دلار   | ۱۹۸۴      |
| سونیای سرخ             | ریچارد فلایشر    | ۱٫۵ میلیون دلار | ۱۹۸۵      |
| کونان بربر             | جان میلیوس       | ۲۵۰ هزار دلار   | ۱۹۸۲      |
| هرکول در نیویورک       | آرتور الن سیدمن  | ۱۲هزار دلار     | ۱۹۷۰      |
| بی‌مصرف‌ها ۲             | سیمون وست        | ۱۰ میلیون دلار  | ۲۰۱۲      |
| نقشه فرار              | میکل هوفسترم     | ۸میلیون دلار    | ۲۰۱۳      |
| نابودگر: جنسیس         | آلن تیلور        | ۲۰ میلیون دلار  | ۲۰۱۵      |

| مجموع دستمزد از ۲۲ فیلم | دیگر فیلم‌ها   | مجموع           |
| ----------------------- | ------------- | --------------- |
| ۳۱۱$ میلیون دلار آمریکا | ۹ میلیون دلار | ۳۲۰ میلیون دلار |

آرنولد شوارتزنگر برای نابودگر ۳ دستمزد ۲۹٬۲۵۰٬۰۰۰ دلار را دریافت کرد. همچنین او حق امتیاز ۲۰٪ در باکس آفیس جهانی که بیش از۳۸۰ میلیون دلار بود، دریافت کرد.
برای فیلم یادآوری کامل نیز ۱۵٪ از فروش فیلم
و برای فیلم دوقلوها ساخته ایوان رایتمن ۲۰٪ فروش کل فیلم را طلب کرد. با این حساب دستمزد او در سینما بیش از ۳۱۰ میلیون دلار است.

## جوایز و افتخارات
- هفت بار برنده مسابقات مستر المپیا
- چهار بار برنده مسابقات مستر یونیورز
- برنده جایزه گلدن گلوب ستاره جدید سال (۱۹۷۷)[۳۱]
- دو بار برنده جایزه برگزیده کودکان نیکلودین ۱۹۸۹ و ۱۹۹۱
- برنده جایزه سینمایی و تلویزیونی ام‌تی‌وی ۱۹۹۲
- پیاده‌روی مشاهیر هالیوود ۱۹۸۷
- برنده جایزه ساترن ۱۹۹۲
- برنده جایزه بامبی ۱۹۹۶
- جایزه سیب طلایی ۱۹۹۶
- جایزه دوربین طلایی ۱۹۹۷
- جایزه جشنواره فیلم Cinequest 2004
- جایزه امپایر ۲۰۱۴
- جایزه آیکون طلایی جشنواره فیلم زوریخ ۲۰۱۵
- جایزه تمشک طلایی ۲۰۰۵
- تالار شهرت دبلیودبلیوای ۲۰۱۵
- دوربین طلا ۲۰۱۵[۳۲]
- دریافت دو مدال لژیون دونور سال‌های ۲۰۱۱ و ۲۰۱۷
- دریافت مدال افتخار خدمات جمهوری اتریش ۱۹۹۳
- دریافت هشت دکترای افتخاری در زمینه‌های علوم انسانی. [نیازمند منبع]

## کتاب‌ها
- Schwarzenegger, Arnold (1977). Arnold: Developing a Mr. Universe Physique. Schwarzenegger. OCLC 6457784.
- Schwarzenegger, Arnold; Douglas Kent Hall (1977). Arnold: The Education of a Bodybuilder. New York: Simon & Schuster. ISBN 978-0-671-22879-8.
- Schwarzenegger, Arnold; Douglas Kent Hall (1979). Arnold's Bodyshaping for Women. New York: Simon & Schuster. ISBN 978-0-671-24301-2.
- Schwarzenegger, Arnold; Bill Dobbins (1981). Arnold's Bodybuilding for Men. New York: Simon & Schuster. ISBN 978-0-671-25613-5.
- Schwarzenegger, Arnold; Bill Dobbins (1998). The New Encyclopedia of Modern Bodybuilding (Rev. ed.). New York: Simon & Schuster. ISBN 978-0-684-84374-2.
- Schwarzenegger, Arnold (2012). Total Recall. New York: Simon & Schuster. ISBN 978-1-84983-971-6.
- Schwarzenegger, Arnold (2023). Be Useful: Seven Tools for Life. London: Penguin Books. ISBN 978-0-593-65595-5.